# Henry Clark Barlow
Henry Clark Barlow (Newington Butts, 12 maggio 1806 – Salisburgo, 8 novembre 1876) è stato uno scrittore e viaggiatore britannico studioso delle opere di Dante Alighieri.

## Primi anni di vita
Henry Clark Barlow nacque a Churchyard Row, nel Surrey, il 12 maggio 1806. Era l'unico figlio di Henry Barlow, che, dopo aver trascorso gli anni 1799–1804 al servizio navale della Compagnia britannica delle Indie orientali, si stabilì a Newington, trascorse quattordici anni (1808–1822) a Gravesend come funzionario delle entrate e morì a Newington il 12 gennaio 1858. La madre di Barlow, che visse fino al 14 gennaio 1864, era Sophia, figlia minore di Thomas Clark, avvocato. Barlow studiò a Gravesend e Hall Place, Bexley e nel 1822 fu affidato a George Smith, architetto e geometra, della Mercers Hall e presto divenne uno studente della Royal Academy of Arts. 
Nel 1827, dopo un incidente al pollice destro, abbandonò la sua professione e trascorse due anni in uno studio privato. Nel 1829 era a Parigi per partecipare alle lezioni pubbliche nel Jardin des Plantes e al Collège de France. Si iscrisse all'università di Edimburgo, dopo un corso preliminare di studi classici a Dollar, come studente di medicina, nel novembre 1831, e conseguì la laurea in medicina il 3 agosto 1837. Dopo qualche tempo si trasferì a Parigi, dove si occupò di studi medici e scientifici, ma anche di critica d'arte. 
Da Parigi, nel 1840, si recò in Belgio, sul Reno e nei Paesi Bassi. Nel corso di questi e altri viaggi, Barlow riempì quaderni di schizzi e annotazioni con disegni e descrizioni raccogliendo nel contempo esemplari geologici. Tornò in patria per studiare l'italiano e nella primavera del 1841 si recò nuovamente nel continente. Trascorse l'estate in Svizzera, in autunno attraversò il Passo del San Gottardo verso Milano e rimase in Italia quasi cinque anni.

## Studioso di Dante
Fu a Pisa, durante l'inverno 1844–1845, dove conobbe le opere di Dante. Nel 1846, dopo aver rivisitato l'Inghilterra, tornò a Firenze. Nell'ottobre 1847 fece "un pellegrinaggio" a Ravenna, la Mecca di tutti i "dantisti". Dal 1848 al 1850 estese i suoi viaggi.
Nel 1850, per l'editore Newington Butts, pubblicò un breve articolo, e l'intera sua vita successiva sembra essere stata consacrata a ulteriori studi su Dante. Nel 1852 fu a Parigi, impegnato nell'esame dei Codici di Dante in alcune biblioteche. Successivamente raccolse oltre 150 altri manoscritti in Italia, Germania, Danimarca e Inghilterra. Nel 1853 Barlow fu in Germania, proseguendo i suoi studi preferiti, nell'autunno del 1854 nel sud della Francia e nel 1856 in Danimarca e Svezia. Nel 1857, rivisitando Edimburgo, fu attratto dall'Esposizione dei tesori d'arte di quell'anno a Manchester.
Nella celebrazione del sesto centenario della nascita di Dante (14–16 maggio 1865), a Firenze, Barlow ebbe una parte di rilievo. Fu presente anche, per un certo periodo, al festival che si tenne a Ravenna il 24-26 giugno successivo, a seguito della recente scoperta delle ossa di Dante. Precedentemente alla prima di queste due celebrazioni, Vittorio Emanuele II d'Italia conferì a Barlow il titolo di Cavaliere dell'Ordine dei Santi Maurizio e Lazzaro. Dopo la commemorazione di Dante, trascorre il suo tempo in solitudine e viaggiò in patria e all'estero. 
Barlow morì durante uno dei suoi viaggi, a Salisburgo, mercoledì 8 novembre 1876. A quel tempo era membro di molte società letterarie in Inghilterra, Italia e Germania.

## Opere
Nel 1851 Barlow si trovava in Inghilterra, dove pubblicò un breve lavoro Industry on Christian Principles, Londra, 1851. 
Pubblicò a Londra Letteratura Dantesca: Remarks on the Reading of the 114th Verse of the 7th Canto of the Paradise of the "Divina Commedia" (1857), e due anni dopo Francesca da Rimini, her Lament and Vindication; with a brief Notice of the Malatesti (1859, 2ª edizione, 1875). Una traduzione italiana, "Francesca da Rimini, suo lamento e difesa", fu pubblicata a Venezia nel 1865 In "Esercitazioni Dantesche" da Filippo Buondelmonti degli Scolari. Barlow pubblicò, nel 1862 Il Gran Rifiuto, what it was, who made it, and how fatal to Dante Allighieri, sui versi dal 58 a 63 del III canto dell'Inferno; una traduzione italiana di G. Guiscardi fu pubblicata a Napoli nel 1864. Nel 1862 pubblicò anche Il Conte Ugolino e l'Arcivescovo Ruggieri: a Sketch from the Pisan Chronicles e un frammento della storia inglese, intitolato Il giovane re e Bertrand de Born, dal quale l'autore ne dedusse una lettura modificata sul verso 135 del XXVIII canto dell'Inferno. 
Nel 1864 pubblicò il risultato finale del suo lavoro sulla Divina Commedia, Critical, Historical, and Philosophical Contributions to the Study of the "Divina Commedia.". Descrisse i festeggiamenti in Sixth Centenary Festivals of Dante Allighieri in Florence and at Ravenna (Londra, 1866). 
Lesse un saggio, che stava componendo dal 1854, presso il Royal Institute of British Architects, su Symbolism in reference to Art (1860), e un suo articolo su Sacred Trees fu ristampato "per distribuzione privata" dal Journal of Sacred Literature nel luglio 1862. Questi articoli, con un terzo, sulla Art History of the Tree of Life, originariamente letti l'11 maggio 1859, alla Royal Society of Literature, furono raccolti in un volume intitolato Essays on Symbolism e pubblicati nel 1866. 
Fu un prolifico collaboratore dell'Ateneo, al quale inviò circa 50 articoli su argomenti relativi a Dante e all'Italia. Fu un corrispondente costante del Morning Post, al quale, oltre agli articoli che si riferivano a Dante, inviò oltre quaranta Letters on the National Gallery, 1849-1867, nonché Letters on the British Museum e Letters on the Crystal Palace at Sydenham. I suoi scritti come poeta, critico e studioso sono numerosi. Fu autore di una Dissertation on the Causes and Effects of Disease, considered in reference to the Moral Constitution of Man (Edimburgo, 1837) e lasciò diversi trattati manoscritti, uno dei quali, Harmony of Creation and Redemption 4 vols., si classificò tredicesimo tra i candidati al Burnet Theological Prize assegnato ad Aberdeen nel 1854.

## Eredità
Barlow fece un lascito di 1.000 sterline all'University College di Londra, per la dotazione di un corso annuale di lezioni sulla Divina Commedia, oltre che i libri e stampe, presenti nella sua biblioteca che si riferivano alla storia e alla letteratura italiana e a Dante. Lasciò anche 500 sterline alla Geological Society.